# Llista de municipis de Còrdova

Mapa de la província de Còrdova

Llista de Municipis de la província de Còrdova, Andalusia, Espanya.
Informació actualitzada per un bot. Els canvis manuals es perdran quan s'actualitzi!
| Escut | Municipi                         | Comarca | Població | Superfície km² | Densitat | Altitud | Codi postal | Codi territorial | Dades a Wikidata              |
| ----- | -------------------------------- | ------- | -------- | -------------- | -------- | ------- | ----------- | ---------------- | ----------------------------- |
|       | Adamuz                           |         | 4.091    | 334            | 12,25    | 240     | 14430       |                  | Modifica les dades a Wikidata |
|       | Aguilar de la Frontera           |         | 13.210   | 166,5          | 79,35    | 280     | 14920       |                  | Modifica les dades a Wikidata |
|       | Alcaracejos                      |         | 1.501    | 177            | 8,48     | 602     | 14480       |                  | Modifica les dades a Wikidata |
|       | Almedinilla                      |         | 2.323    | 56             | 41,48    | 622     | 14812       |                  | Modifica les dades a Wikidata |
|       | Almodóvar del Río                |         | 7.981    | 174            | 45,87    | 121     | 14720       |                  | Modifica les dades a Wikidata |
|       | Añora                            |         | 1.503    | 111            | 13,54    | 624     | 14450       |                  | Modifica les dades a Wikidata |
|       | Baena                            |         | 18.436   | 362,5          | 50,86    | 405     | 14850       |                  | Modifica les dades a Wikidata |
|       | Belalcázar                       |         | 3.099    | 356            | 8,71     | 488     | 14280       |                  | Modifica les dades a Wikidata |
|       | Belmez                           |         | 2.818    | 211            | 13,36    | 532     | 14240       |                  | Modifica les dades a Wikidata |
|       | Benamejí                         |         | 4.910    | 53,4           | 92,03    | 497     | 14910       |                  | Modifica les dades a Wikidata |
|       | Bujalance                        |         | 7.134    | 124,8          | 57,15    | 357     | 14650       |                  | Modifica les dades a Wikidata |
|       | Cabra                            |         | 20.024   | 228,1          | 87,8     | 458     | 14940       |                  | Modifica les dades a Wikidata |
|       | Carcabuey                        |         | 2.299    | 79,7           | 28,83    | 642     | 14810       |                  | Modifica les dades a Wikidata |
|       | Cardeña                          |         | 1.422    | 513            | 2,77     | 748     | 14445       |                  | Modifica les dades a Wikidata |
|       | Castro del Río                   |         | 7.612    | 220            | 34,6     | 227     | 14840       |                  | Modifica les dades a Wikidata |
|       | Cañete de las Torres             |         | 2.806    | 104            | 26,98    | 320     | 14660       |                  | Modifica les dades a Wikidata |
|       | Conquista                        |         | 373      | 38,6           | 9,68     | 596     | 14448       |                  | Modifica les dades a Wikidata |
|       | Còrdova                          |         | 322.811  | 1.253          | 257,63   | 120     | 14000–14999 |                  | Modifica les dades a Wikidata |
|       | Dos Torres                       |         | 2.365    | 129            | 18,33    | 587     | 14460       |                  | Modifica les dades a Wikidata |
|       | Doña Mencía                      |         | 4.478    | 15,2           | 294,61   | 590     | 14860       |                  | Modifica les dades a Wikidata |
|       | El Carpio                        |         | 4.325    | 47             | 92,02    | 138     | 14620       |                  | Modifica les dades a Wikidata |
|       | El Guijo                         |         | 346      | 67,3           | 5,14     | 567     | 14413       |                  | Modifica les dades a Wikidata |
|       | El Viso                          |         | 2.511    | 254            | 9,89     | 577     | 14470       |                  | Modifica les dades a Wikidata |
|       | Encinas Reales                   |         | 2.234    | 34,2           | 65,3     | 445     | 14913       |                  | Modifica les dades a Wikidata |
|       | Espejo                           |         | 3.177    | 57             | 55,74    | 423     | 14830       |                  | Modifica les dades a Wikidata |
|       | Espiel                           |         | 2.341    | 436            | 5,37     | 548     | 14220       |                  | Modifica les dades a Wikidata |
|       | Fernán-Núñez                     |         | 9.638    | 29,8           | 323,42   | 322     | 14520       |                  | Modifica les dades a Wikidata |
|       | Fuente Carreteros                |         | 1.067    | 9,3            | 115,23   | 158     | 14110       |                  | Modifica les dades a Wikidata |
|       | Fuente la Lancha                 |         | 339      | 8              | 42,38    | 556     | 14260       |                  | Modifica les dades a Wikidata |
|       | Fuente Obejuna                   |         | 4.346    | 592            | 7,34     | 625     | 14290       |                  | Modifica les dades a Wikidata |
|       | Fuente Palmera                   |         | 9.907    | 76             | 130,36   | 158     | 14120       |                  | Modifica les dades a Wikidata |
|       | Fuente-Tójar                     |         | 681      | 24             | 28,38    | 600     | 14815       |                  | Modifica les dades a Wikidata |
|       | Guadalcázar                      |         | 1.556    | 72,4           | 21,5     | 158     | 14130       |                  | Modifica les dades a Wikidata |
|       | Hinojosa del Duque               |         | 6.563    | 531,5          | 12,35    | 542     | 14270       |                  | Modifica les dades a Wikidata |
|       | Hornachuelos                     |         | 4.390    | 909,2          | 4,83     | 185     | 14740       |                  | Modifica les dades a Wikidata |
|       | Iznájar                          |         | 3.739    | 136            | 27,49    | 522     | 14970       |                  | Modifica les dades a Wikidata |
|       | La Carlota                       |         | 14.381   | 79             | 182,11   | 228     | 14100       |                  | Modifica les dades a Wikidata |
|       | La Granjuela                     |         | 414      | 56             | 7,39     | 554     | 14207       |                  | Modifica les dades a Wikidata |
|       | La Guijarrosa                    |         | 1.333    |                |          |         | 14547       |                  | Modifica les dades a Wikidata |
|       | La Rambla (Còrdova)              |         | 7.438    | 137,8          | 53,98    | 358     | 14540       |                  | Modifica les dades a Wikidata |
|       | La Victoria                      |         | 2.335    | 18             | 129,72   | 228     | 14140       |                  | Modifica les dades a Wikidata |
|       | Los Blázquez                     |         | 635      | 102            | 6,23     | 508     | 14208       |                  | Modifica les dades a Wikidata |
|       | Lucena                           |         | 43.086   | 351            | 122,75   | 485     | 14900       |                  | Modifica les dades a Wikidata |
|       | Luque                            |         | 2.809    | 140,8          | 19,96    | 662     | 14880       |                  | Modifica les dades a Wikidata |
|       | Montalbán de Córdoba             |         | 4.435    | 33,7           | 131,76   | 273     | 14548       |                  | Modifica les dades a Wikidata |
|       | Montemayor                       |         | 3.885    | 58             | 66,98    | 413     | 14530       |                  | Modifica les dades a Wikidata |
|       | Montilla                         |         | 22.333   | 168,5          | 132,54   | 371     | 14550       |                  | Modifica les dades a Wikidata |
|       | Montoro                          |         | 9.049    | 586,1          | 15,44    | 195     | 14600       |                  | Modifica les dades a Wikidata |
|       | Monturque                        |         | 1.933    | 33             | 58,58    | 395     | 14930       |                  | Modifica les dades a Wikidata |
|       | Moriles                          |         | 3.643    | 19,5           | 186,44   | 375     | 14510       |                  | Modifica les dades a Wikidata |
|       | Nueva Carteya                    |         | 5.307    | 69             | 76,91    | 454     | 14857       |                  | Modifica les dades a Wikidata |
|       | Obejo                            |         | 2.085    | 214,7          | 9,71     | 707     | 14350       |                  | Modifica les dades a Wikidata |
|       | Palenciana                       |         | 1.431    | 16             | 89,44    | 399     | 14914       |                  | Modifica les dades a Wikidata |
|       | Palma del Río                    |         | 20.546   | 200            | 102,73   | 55      | 14700       |                  | Modifica les dades a Wikidata |
|       | Pedro Abad                       |         | 2.817    | 23,5           | 120,08   | 162     | 14630       |                  | Modifica les dades a Wikidata |
|       | Pedroche                         |         | 1.456    | 121,7          | 11,97    | 618     | 14412       |                  | Modifica les dades a Wikidata |
|       | Peñarroya-Pueblonuevo            |         | 10.289   | 63             | 163,32   | 537     | 14200       |                  | Modifica les dades a Wikidata |
|       | Posadas                          |         | 7.224    | 160,3          | 45,07    | 88      | 14730       |                  | Modifica les dades a Wikidata |
|       | Pozoblanco                       |         | 16.946   | 329,9          | 51,36    | 654     | 14400       |                  | Modifica les dades a Wikidata |
|       | Priego de Córdoba                |         | 21.826   | 288,3          | 75,71    | 652     | 14800       |                  | Modifica les dades a Wikidata |
|       | Puente Genil                     |         | 29.844   | 171,1          | 174,48   | 216     | 14500       |                  | Modifica les dades a Wikidata |
|       | Rute                             |         | 9.765    | 132,4          | 73,75    | 635     | 14960       |                  | Modifica les dades a Wikidata |
|       | San Sebastián de los Ballesteros |         | 854      | 9,7            | 88,04    | 312     | 14150       |                  | Modifica les dades a Wikidata |
|       | Santa Eufemia                    |         | 710      | 187,3          | 3,79     | 561     | 14491       |                  | Modifica les dades a Wikidata |
|       | Santaella                        |         | 4.655    | 272            | 17,11    | 238     | 14546       |                  | Modifica les dades a Wikidata |
|       | Torrecampo                       |         | 1.000    | 197            | 5,08     | 575     | 14410       |                  | Modifica les dades a Wikidata |
|       | Valenzuela                       |         | 1.041    | 19             | 54,79    | 341     | 14670       |                  | Modifica les dades a Wikidata |
|       | Valsequillo                      |         | 362      | 122            | 2,97     | 581     | 14206       |                  | Modifica les dades a Wikidata |
|       | Villa del Río                    |         | 6.863    | 22             | 311,95   | 165     | 14640       |                  | Modifica les dades a Wikidata |
|       | Villafranca de Córdoba           |         | 4.886    | 58             | 84,24    | 146     | 14420       |                  | Modifica les dades a Wikidata |
|       | Villaharta                       |         | 634      | 12             | 52,83    | 580     | 14210       |                  | Modifica les dades a Wikidata |
|       | Villanueva de Córdoba            |         | 8.381    | 427            | 19,63    | 725     | 14440       |                  | Modifica les dades a Wikidata |
|       | Villanueva del Duque             |         | 1.404    | 137            | 10,25    | 585     | 14250       |                  | Modifica les dades a Wikidata |
|       | Villanueva del Rey               |         | 1.014    | 215            | 4,72     | 555     | 14230       |                  | Modifica les dades a Wikidata |
|       | Villaralto                       |         | 1.075    | 23             | 46,74    | 585     | 14490       |                  | Modifica les dades a Wikidata |
|       | Villaviciosa de Córdoba          |         | 3.064    | 470            | 6,52     | 693     | 14300       |                  | Modifica les dades a Wikidata |
|       | Zuheros                          |         | 608      | 42             | 14,48    | 656     | 14870       |                  | Modifica les dades a Wikidata |